# Ehrenthaler Werth
L’Ehrenthaler Werth est une île inhabitée sur le Rhin dans la vallée du Rhin moyen, entre  Sankt Goar-Fellen sur la rive gauche et Sankt Goarshausen-Ehrenthal sur la rive droite. Elle est située entre les km 560 et 561.
Le paysage est caractérisé par une végétation de résineux avec des formes originelles de forêt alluviale de saules blancs.
En 2010, une turbine a été testée entre l'Ehrenthaler Werth et la rive gauche du Rhin  pour capter l'énergie du courant du fleuve qui atteint à cet endroit une vitesse de 2 m/s.